# Verónica Hardy
Verónica Hardy (de soltera Macedo; Caracas, 30 de octubre de 1995) es una artista marcial mixta venezolana que compite en la división de peso mosca de Ultimate Fighting Championship.

## Primeros años
Al crecer en el seno de una familia apasionada por las artes marciales, sus primeros años estuvieron inmersos en una cultura que fomentó su amor por este deporte. Empezó a entrenar taekwondo a los cuatro años y rápidamente demostró un talento excepcional, obteniendo el cinturón negro a los doce. Estudiante dedicada y disciplinada, también se entrenó en otras disciplinas como jiu-jitsu brasileño, kárate y kickboxing. 
Ante la agitación política y económica de Venezuela, la familia Macedo decidió trasladarse a Polonia en busca de una vida mejor. En este nuevo entorno, conoció diferentes estilos de artes marciales y continuó su entrenamiento. El traslado la llevó a encontrar su verdadera pasión: las artes marciales mixtas (MMA).
Su dedicación y talento no pasaron desapercibidos. A los 16 años participó en su primer combate profesional de MMA, que ganó por nocaut técnico. En los años siguientes, siguió perfeccionando sus habilidades en varias disciplinas, como jiu-jitsu brasileño, taekwondo y muay thai.

## Carrera de artes marciales mixtas

### Comienzos
Antes de unirse a la UFC, tenía un récord profesional de 5-0-1 en las MMA. Compitió en varias promociones regionales en Europa. Su impresionante rendimiento en el circuito regional llamó la atención de la UFC, que la fichó en 2016.

### Ultimate Fighting Championship
Se enfrentó a Ashlee Evans-Smith el 3 de septiembre de 2016 en UFC Fight Night 93. Perdió la pelea por nocaut técnico en el tercer asalto. Más adelante combatió contra Andrea Lee el 19 de mayo de 2018 en UFC Fight Night 129. Perdió la pelea por decisión unánime. Esta pelea le valió el bono de Pelea de la Noche.
Se enfrentó a Gillian Robertson el 23 de febrero de 2019 en UFC Fight Night: Błachowicz vs. Santos. Perdió la pelea por sumisión en el segundo asalto. Posteriormente, tenía programado un combate con Rachael Ostovich el 10 de agosto de 2019 en UFC on ESPN+ 14. Sin embargo, el 29 de julio de 2019 se anunció que Ostovich había sido reemplazada por Polyana Viana sin darse a conocer los motivos de dicho cambio. Macedo ganó la pelea por sumisión en el primer asalto. Esta victoria le valió el premio a la Actuación de la Noche.
Estaba programada para enfrentarse a Amanda Lemos el 21 de diciembre de 2019 en UFC on ESPN+ 23. Sin embargo, su combate con Lemos fue cancelado y pasó a ser reprogramado un nuevo enfrentamiento con Ariane Lipski el 16 de noviembre de 2019 en UFC on ESPN+ 22, en sustitución de Priscila Cachoeira que dio positivo por un diurético. A su vez Macedo no fue autorizada para pelear por la comisión atlética brasileña debido a fuertes dolores de cabeza un día antes de que se llevara a cabo la pelea y fue reemplazada por la recién llegada Isabella de Padua.
Se enfrentó a Bea Malecki el 14 de marzo de 2020 en UFC Fight Night 170. Perdió la pelea por decisión unánime. Después del combate, se retiró de las MMA debido a problemas de conmoción cerebral.
Después de más de tres años desde su último combate, regresó el 18 de marzo de 2023 en UFC 286 contra Juliana Miller. Ganó la pelea por decisión unánime.

## Vida personal
Se casó con el también luchador de UFC Dan Hardy el 25 de diciembre, día de Navidad, de 2022.

## Récord en artes marciales mixtas
| Resultado | Récord | Oponente           | Método                      | Evento                                      | Fecha                   | Ronda | Tiempo | Localización |
| --------- | ------ | ------------------ | --------------------------- | ------------------------------------------- | ----------------------- | ----- | ------ | ------------ |
| Derrota   | 9–5–1  | Eduarda Moura      | Decisión (unánime)          | UFC 309                                     | 16 de noviembre de 2024 | 3     | 5:00   | Nueva York   |
| Victoria  | 9–4–1  | JJ Aldrich         | Decisión (unánime)          | UFC on ESPN: Lewis vs. Nascimento           | 11 de mayo de 2024      | 3     | 5:00   | San Luis     |
| Victoria  | 8–4–1  | Jamey-Lyn Horth    | Decisión (split)            | UFC on ESPN: Dariush vs. Tsarukyan          | 2 de diciembre de 2023  | 3     | 5:00   | Austin       |
| Victoria  | 7–4–1  | Juliana Miller     | Decisión (unánime)          | UFC 286                                     | 18 de marzo de 2023     | 3     | 5:00   | Londres      |
| Derrota   | 6–4–1  | Bea Malecki        | Decisión (unánime)          | UFC Fight Night: Lee vs. Oliveira           | 14 de marzo de 2020     | 3     | 5:00   | Brasilia     |
| Victoria  | 6–3–1  | Polyana Viana      | Sumisión (armbar)           | UFC Fight Night: Shevchenko vs. Carmouche 2 | 10 de agosto de 2019    | 1     | 1:09   | Montevideo   |
| Derrota   | 5–3–1  | Gillian Robertson  | Sumisión (rear naked choke) | UFC Fight Night: Błachowicz vs. Santos      | 23 de febrero de 2019   | 2     | 3:27   | Praga        |
| Derrota   | 5–2–1  | Andrea Lee         | Decisión (unánime)          | UFC Fight Night: Maia vs. Usman             | 19 de mayo de 2018      | 3     | 5:00   | Santiago     |
| Derrota   | 5–1–1  | Ashlee Evans-Smith | TKO (codazos)               | UFC Fight Night: Arlovski vs. Barnett       | 3 de septiembre de 2016 | 3     | 2:46   | Hamburgo     |
| Sorteo    | 5–0–1  | Irén Rácz          | Sorteo (mayoría)            | Innferno Fighting Championship 2            | 18 de agosto de 2016    | 3     | 5:00   | Kufstein     |
| Victoria  | 5–0    | Karine Gevorgyan   | Sumisión (heel hook)        | Mix Fight Events                            | 8 de julio de 2016      | 3     | 1:23   | La Nucía     |
| Victoria  | 4–0    | Valérie Domergue   | Decisión (unánime)          | Hit Fighting Championship 2                 | 28 de mayo de 2016      | 3     | 5:00   | Zúrich       |
| Victoria  | 3–0    | Lilla Vincze       | TKO (puñetazos)             | Ladies Fight Night 2                        | 1 de abril de 2016      | 1     | 2:15   | Łódź         |
| Victoria  | 2–0    | Camilla Hinze      | Decisión (split)            | Trophy MMA 8: Easter Bash 2                 | 26 de marzo de 2016     | 3     | 5:00   | Malmö        |
| Victoria  | 1–0    | Anne Merkt         | Decisión (unánime)          | We Love MMA 20                              | 12 de marzo de 2016     | 3     | 5:00   | Múnich       |